# Cynodontium crassirete
Cynodontium crassirete är en bladmossart som beskrevs av Johan Ångström 1876. Cynodontium crassirete ingår i släktet klipptussar, och familjen Dicranaceae. Inga underarter finns listade i Catalogue of Life.